# Kyargelan
Kyargelan är en ort i Azerbajdzjan.   Den ligger i distriktet Lənkəran Rayonu, i den sydöstra delen av landet, 200 km sydväst om huvudstaden Baku. Antalet invånare är 3 001.
Terrängen runt Kyargelan är platt åt nordost, men åt sydväst är den kuperad. Runt Kyargelan är det ganska tätbefolkat, med 120 invånare per kvadratkilometer.. Närmaste större samhälle är Lankaran, 4,1 km öster om Kyargelan.
Trakten runt Kyargelan består till största delen av jordbruksmark.